# Moncada (Tarlac)
Moncada és un municipi de la província de Tarlac, a la regió filipina de Luzon Central. Segons les dades del cens de l'any 2007 té una població de 54.547 habitants distribuïts en una superfície de 85,75 km².
Moncada està políticament subdividida en 37 barangays.
| - Ablang-Sapang - Aringin - Atencio - Banaoang East - Banaoang West - Baquero Norte - Baquero Sur - Burgos - Calamay - Calapan - Camangaan East - Camangaan West - Camposanto 1 - Norte | - Camposanto 1 - Sur - Camposanto 2 - Capaoayan - Lapsing - Mabini - Maluac - Poblacion 1 - Poblacion 2 - Poblacion 3 - Poblacion 4 - Rizal - San Juan | - San Julian - San Leon - San Pedro - San Roque - Santa Lucia East - Santa Lucia West - Santa Maria - Santa Monica - Tolega Norte - Tolega Sur - Tubectubang - Villa |